# Granatwerfer 36
Der Granatwerfer 36 war ein Granatwerfer der deutschen Wehrmacht im Zweiten Weltkrieg.

## Geschichte
Die Entwicklung des Granatwerfer 36 begann 1934 bei Rheinmetall in Düsseldorf. 1936 wurde er als leichter Granatwerfer beim Heer eingeführt. 1941 wurde die Produktion eingestellt, da die Leistungen in Bezug auf Schussweite und Geschosswirkung als zu gering erachtet wurden. Ab 1942 wurde er an der Front außer Dienst gestellt, blieb aber bei Besatzungstruppen bis 1945 im Einsatz.

## Bedienung

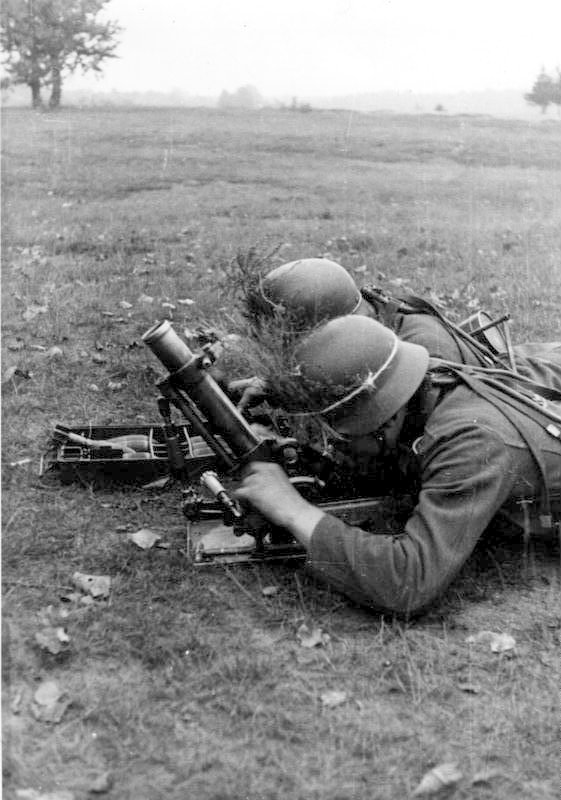
Schütze 1 und Schütze 2 am Granatwerfer 36

Der aus zwei Teilen bestehende leichte Granatwerfer 36 war ein Vorderlader mit glattem Rohr, das beim Instellunggehen auf die kleine Bodenplatte aufgesetzt wurde. Der Werfer wurde über einen weißen Strich am Rohr grob in Schussrichtung gebracht. Eine Feineinstellung erfolgte durch die Höhen- und Seitenrichttriebe, während eine Dosenlibelle Verkantungen ausschaltete. Die Entfernungen waren als Stricheinteilungen auf der linken Seite des Halters markiert. Der leichte Granatwerfer wurde mit Richtstäben eingefluchtet und entweder an das Ziel herangeschossen oder mit einigen Schüssen eingegabelt.
Dies geschah etwa auf folgende Weise: Schütze 1 „Feuerbereit“, Truppführer: „350 (Meter) ein Schuss – Feuer frei!“; Schütze 1: „Abgefeuert“. Truppführer: „40 nach rechts – 50 kürzer – ein Schuss – Feuer frei!“; Schütze 1: „Abgefeuert“

## Munition
Für den Granatwerfer 36 gab es nur 0,9 Kilogramm schwere Sprenggranaten mit Aufschlagzünder. Die Sprenggranaten flogen bei einer Flugdauer von 13 Sekunden bis zu 200 Meter hoch, um dann beim Einschlag in das Ziel Splitter im Umkreis von 20–30 Metern zu verteilen. Die Lebensdauer eines Rohres betrug ungefähr 20.000 bis 25.000 Schuss.

## Einsatz
Der leichte Granatwerfertrupp mit Truppführer, Schütze 1 und Schütze 2 befand sich bis 1943 in jedem Schützenzug der Infanteriekompanien und Schützenkompanien (mot.). Im Einsatz trug der Truppführer (Gewehr) drei Richtstäbe und einen Munitionskasten mit zehn Sprenggranaten auf dem Rücken, der Schütze 1 (Pistole) trug die Bodenplatte auf dem Rücken und der Schütze 2 (Pistole) das Rohr auf dem Rücken. Dazu trugen die beiden Werferschützen noch in jeder Hand einen Munitionskasten.
Auch im Gebirge oder bei Schnee konnte der Granatwerfer 36 transportiert werden. Dazu wurde dieser auf einen Waffen-Akja, welcher ab 1942 zur Verfügung stand, verlastet.

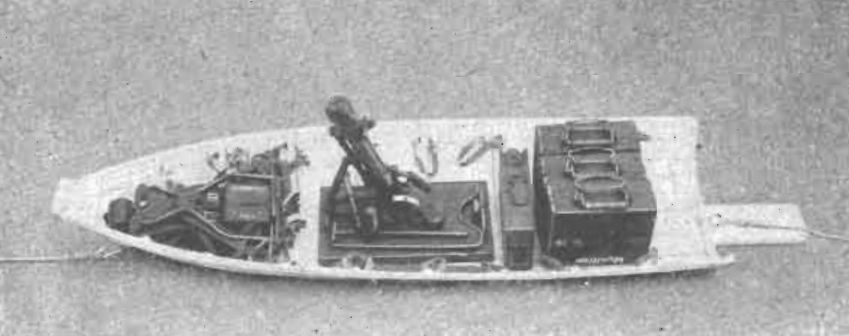
Der Granatwerfer auf dem Waffen-Akja